# Ishpeming
Ishpeming é uma cidade localizada no estado americano de Michigan, no Condado de Marquette.

## Demografia
Segundo o censo americano de 2000, a sua população era de 6686 habitantes.
Em 2006, foi estimada uma população de 6469, um decréscimo de 217 (-3.2%).

## Geografia
De acordo com o United States Census Bureau tem uma área de
24,0 km², dos quais 22,5 km² cobertos por terra e 1,5 km² cobertos por água. Ishpeming localiza-se a aproximadamente 472 m acima do nível do mar.

## Localidades na vizinhança
O diagrama seguinte representa as localidades num raio de 24 km ao redor de Ishpeming.

## Personalidades
- Glenn Theodore Seaborg (1912-1999), prémio Nobel da Química de 1951